# Территориальный спор между Молдовой и Украиной

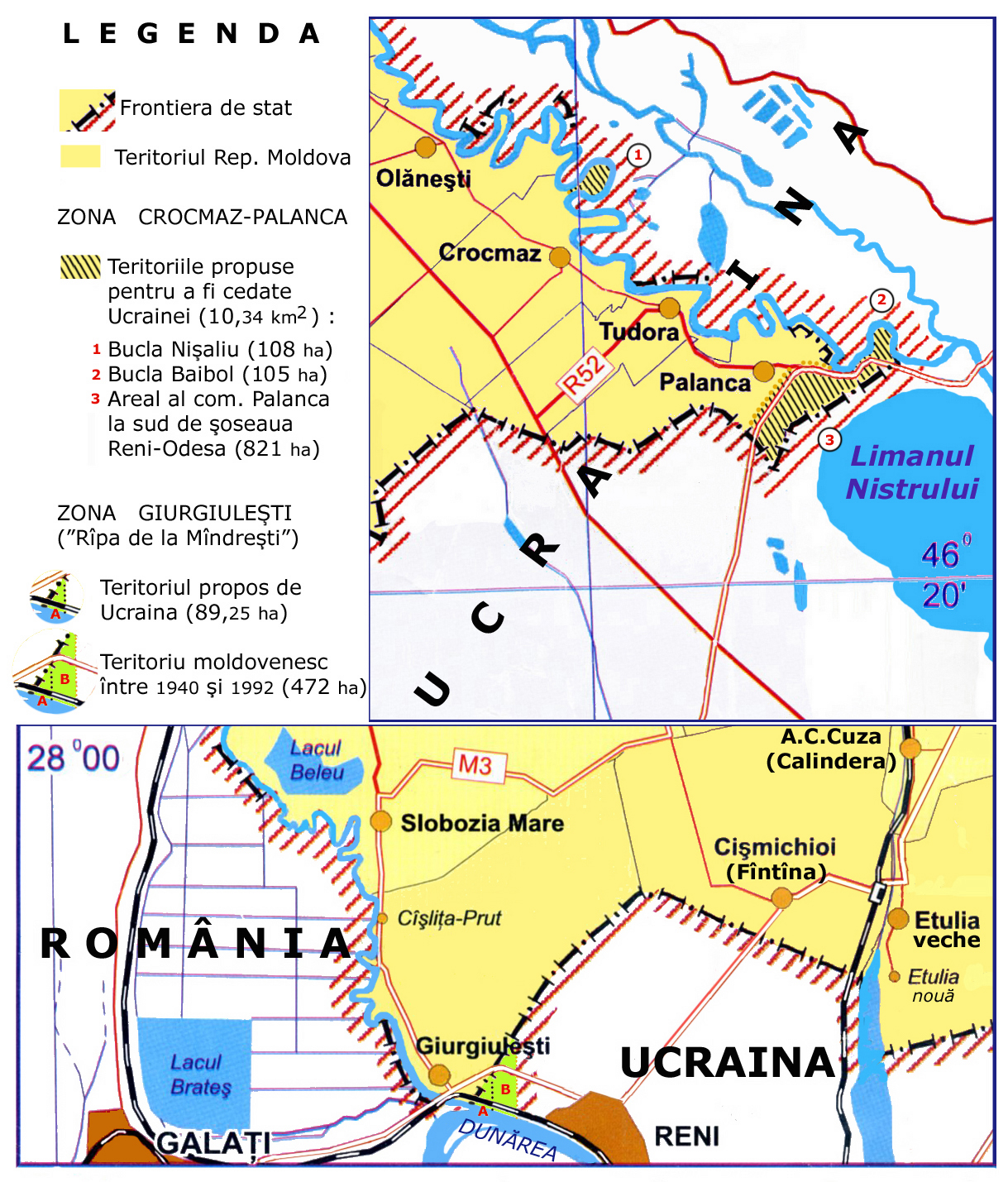
Спорные территории между Молдовой и Украиной

Территориальный спор между Молдовой и Украиной по поводу села Паланка и порта Джурджулешты вёлся с 1997 по 2012 год, несмотря на заключение 23 октября 1992 года молдавско-украинского договора о нерушимости границ. Согласно дополнительному протоколу, в 1999 году Молдова должна была передать часть своей береговой линии по Днестру и участок автодороги у села Паланка Штефан-Водского района в обмен на право построить порт Джурджулешты. Спор разгорелся после того, как Украина обвинила Молдову в невыполнении условий протокола, а Молдова заявила о фальсификации данных о том, что береговая линия якобы может быть передана Украине. Споры о границе велись из-за того, что использование некоторых дорог было осложнено действовавшими границами.

## Суть вопроса
23 октября 1992 года был заключён договор между Украиной и Молдовой об определении государственной границы между двумя странами. 4 августа 1998 года премьер-министр Молдовы Ион Чубук и премьер-министр Украины Валерий Пустовойтенко подписали и запротоколировали соглашение о передаче в собственность Украины участка автодороги Одесса — Рени и земли около села Паланка, проходящего по территории Молдовы, в обмен на получение Молдовой 400-метровой береговой линии в районе города Джурджулешть с правом строить порт, а обе стороны обязались построить совместный КПП. В 1999 году к договору о границе был добавлен дополнительный протокол, подписанный депутатом Парламента Республики Молдова Василием Шовой и депутатом Верховной Рады Украины Петром Порошенко, по которому предусматривались следующие официальные действия:

Республика Молдова передаст Украине в полный суверенитет, владение, пользование и управление речной остров Нишалиу (107,7 га) на Нижнем Днестре, текущий молдавский участок автодороги Рени—Одесса, расположенный в пределах молдавского города Паланка в устье Днестра протяжённостью 7,77 км, шириной 23 м и общей площадью 18 га, вместе с соответствующими низинами, а также прилегающие посёлки Писцикола, Пэшуня, Абдиу и Байбол (9,26 км²) или 10,5 км² молдавской территории в обмен на соответствующую территорию, прилегающую к молдавскому городу Джурджулешть и украинскому городу Рени: территорию, смежную с побережьем реки Дуная вниз по течению к Джурджулештам.

Однако протокол был заблокирован Молдовой по той причине, что территория у Джурджулешт (береговая линия) уже принадлежала Молдове с 1940 года, а её в 1992 году якобы де-факто передали Украине без каких-либо двусторонних соглашений и без юридических оснований по устной договорённости премьер-министра Молдовы Валерия Муравского и премьер-министра Украины Павла Лазаренко. Отдавать 10,5 км² земель в обмен на те, которые уже были молдавскими, правительство Молдовы не собиралось.

## Аргументы сторон

### В пользу Молдовы
Молдавское правительство отказалось отдавать Украине 400-метровую береговую линию или территорию в районе села Паланка. Молдавские власти считали, что береговая линия изначально принадлежала Молдове и была «неотчуждаемой землёй», а передача государственной земли запрещалась молдавскими законами, и поэтому Украина получила лишь дорожное покрытие, которое являлось не более чем собственностью Украины на территории Молдовы. Примар Штефан-Водского района Валерий Берила даже угрожал перекрыть автотрассу, заявив, что не допустит никакой передачи земли Украине.

### В пользу Украины
Некоторые украинские политики считали, что передача земель у Джурджулешт Молдове состоялась с нарушением законов Украины: по статье 73 Конституции Украины необходимо было провести внутренний референдум. Отказ Молдовы передавать землю они расценивали как нарушение протокола, но дальше официальных заявлений о намерениях надавить на Молдову и заставить её довершить сделку дело не выходило. Строительство порта в Джурджулештах могло в перспективе стать серьёзной экономической угрозой для украинского порта Рени, который в 2009 году потерял около 300—400 тысяч тонн ежегодных зерновых грузов из Молдовы и лишился продукции Рыбницкого металлургического завода (отчасти из-за отсутствия железнодорожной ветки — в молдавский порт шла железная дорога из Кагула).

## Конец спора
Летом 2011 года работу по выполнению протокола от 1999 года удалось всё-таки завершить. 26 ноября 2012 года вопрос о спорных территориях возле села Паланка был закрыт окончательно, территория вокруг села осталась за Молдовой, однако автодорога была передана в собственность Украины.